# Werner Ertel
Werner Ertel (* 4. September 1941 in Mühlhagen, Schlesien) ist ein ehemaliger deutscher Billardtrainer und -funktionär sowie ehemaliger Radsportler.

## Leben
Ertel wurde 1941 im damals Mühlhagen genannten Miłochowice in Schlesien in eine Bauernfamilie geboren. Vor dem Hintergrund des Zweiten Weltkriegs und dem Untergang des NS-Staates floh die Familie 1945 und ließ sich in Sachsen nieder, das später als Teil der DDR zum Ostblock gehörte. Nach seiner Jugend machte Ertel dort eine Ausbildung zum Weber und begann 1959 hobbymäßig mit dem Radsport, bevor er sich 1960 über die damals noch offene Berliner Zonengrenze zur Flucht aus der DDR entschied. Eine neue Heimat fand er im nordrhein-westfälischen Dülken. In der Bundesrepublik konzentrierte er sich in den nächsten Jahren auf den Radsport. Bekannt für einen aggressiven Fahrstil, konnte Ertel besonders in den 1960ern einige sportliche Erfolge feiern. Neben zahlreichen lokalen Titeln gewann er auch überregionale Meisterschaften. 1966 siegte er beim Eintagesrennen Rund um Düren, 1967 wurde er nordrhein-westfälischer Meister. Zwischen 1963 und 1973 vertrat er Deutschland auch als Teil des Nationalteams auf internationaler Ebene. Vor den Olympischen Spielen 1968 galt er als möglicher Kandidat für das deutsche Vierer-Team im Mannschaftszeitfahren auf der Straße, wurde letztlich aber nicht ausgewählt. 1975 beendete er seine aktive Karriere. Später nahm er vereinzelt noch an Senioren-Rennen teil. 2010 gewann er als Mitglied eines Hamburger Radsportvereines die Hamburger Meisterschaft seiner Altersklasse.
Mittlerweile hatte Ertel geheiratet und war mit seiner Frau nach Stolberg im Rheinland gezogen. Dort übernahm er anschließend einen Gastronomiebetrieb. Während einer wirtschaftlichen Flaute probierte das Ehepaar verschiedene Konzepte aus, um ihren Laden wieder rentabler zu machen. Schließlich wurde die Kneipe eine Bar mit einigen Billardtischen, die im Gegensatz zu den vorherigen Versuchen gut angenommen wurde. Später gründeten die Ertels eine eigene Billardkneipe in Eilendorf. Ertel begann über diese Konzept selbst aktiv Billard zu spielen, konzentrierte sich aber bald auf organisatorische Angelegenheiten. Unter anderem organisierte er die deutsche Poolbillard-Meisterschaft 1984 und die Poolbillard-Europameisterschaft 1987, auch an der Austragung der Deutschen Poolbillard-Meisterschaft 1996 war er teilweise beteiligt. Daneben arbeitete er auch als Billardtrainer und übernahm als Funktionär auch unterschiedliche Positionen in der deutschen Verbandsstruktur. Zunächst wurde er Vorsitzender des lokalen Billardvereins PBC Rot-Gelb Stolberg – dem späteren 1. PBC Rot-Gelb Aachen –, später Verbandssportwart von Nordrhein-Westfalen und 1985 Nationaltrainer des Deutschen Pool Billard Bund zum Nationaltrainer im Poolbillard ernannt. 1988 trat er von diesem Posten nach verbandsinternen Streitigkeiten zurück, kehrte jedoch 1990 in diese Funktion zurück. Diesen Posten behielt er auch noch nach der Fusion der deutschen Billard-Nationalverbände zur Deutschen Billard Union. 2009 trat er endgültig zurück. Als Bundessportwart oblag es ihm, die deutschen Spieler auf internationale Poolbillardturniere vorzubereiten. In Ertels Amtszeit gewannen deutsche Poolbillardspieler 370 Medaillen bei Poolbillard-Europameisterschaften, davon 137 Europameistertitel. Ferner war er bis 2010 auch Poolbillard-Sportwart des Billard Landesverbandes Mittleres Rheinland, von 1982 bis 2015 fungierte er zusätzlich auch als Sportwart des Poolbillard Verbandes Rheinland-West. Zudem war er Mitbegründer des Poolbillard-Verbandes Rheinland West und des nordrheinwestfälischen Landesverbandes und am Aufbau der bundesdeutschen Poolbillard-Ligen-Struktur beteiligt. Ertel ist Ehrenmitglied der Deutschen Billard-Union und des Pool-Billard-Verband Rheinland-West.
Auf seiner eigenen Website veröffentlicht Ertel unter anderem die Ergebnisse der frühen Ausgaben der Deutschen Poolbillard-Meisterschaft.